# José Tomas de Cáceres (filho)
José Tomas de Cáceres (Barreira (Leiria)), 12 de Junho de 1839 - Tavira, 7 de Agosto de 1898) foi um militar português.
Filho de José Tomás de Cáceres (pai) e de Ana Maria da Salomé, foi baptizado na Sé Catedral da cidade de Leiria a 6 de Julho do mesmo ano.
Estudou no Colégio Militar e fez carreira no Exército Português. Casou, a 15 de Agosto de 1868 na Igreja de São Paulo em Lisboa, com Maria da Glória Vidal. À época residia na travessa dos Remolares nº 46, segundo andar, ao Cais do Sodré.
Faleceu às 8 horas e meia da manhã do dia 7 de Agosto de 1898 numa casa da Rua da Corredora na freguesia de Santa Maria do Castelo, em Tavira, vindo a ser sepultado cemitério da Ordem Terceira do Carmo da mesma cidade.

## Carreira militar
Alistou-se livremente a 24 de Agosto de 1861, chegando a 2 de Setembro a 1º Sargento graduado, aspirante a oficial. Pediu licença de 3 de Outubro de 1861 a 21 de Junho de 1862 para estudos na Escola do Exército, mas não obteve aproveitamento. Foi promovido a Alferes graduado a 12 de Julho de 1864, vindo a tornar-se Alferes efectivo a 10 de Maio de 1865. No ano de 1867 foi transferido do Batalhão de Caçadores n.º 5 para o Batalhão de Engenharia. Foi promovido a Tenente a 19 de Julho de 1870, a Capitão em 19 de Agosto de 1876, a Major em 27 de Maio de 1885. Transitou para o Batalhão de Infantaria n.º 7 em 1877. Foi promovido a Tenente-coronel a 7 de Maio de 1890, a Coronel a 29 de Março de 1894. Foi nomeado governador da Praça-forte de Peniche. Foi agraciado como Grande Comendador da Real Ordem de São Bento de Aviz por decreto de 1 de Janeiro de 1895, Ordem do Exército nº 2, 2ª série. Voltou ao Batalhão de Caçadores n° 4 em 1897.